# Ciszyca (Święty Krzyż)
Ciszyca is een dorp in de Poolse woiwodschap Święty Krzyż. De plaats maakt deel uit van de gemeente Koprzywnica en telt 343 inwoners.